# Dale Clevenger
Dale Clevenger (* 2. Juli 1940 in Chattanooga, Tennessee, Vereinigte Staaten; † 5. Januar 2022 in Brescia, Italien) war ein US-amerikanischer Hornist.

## Leben und Wirken
Clevenger wurde 1940 in Tennessee geboren und studierte am Carnegie Institute of Technology. Seine ersten Engagements hatte Clevenger als Solohornist im American Symphony Orchestra unter Leopold Stokowski. Anschließend war er Solohornist des Kansas City Philharmonic. Von 1966 bis 2013 war Clevenger Solo-Hornist im Chicago Symphony Orchestra. Mit dem Chicago Symphony Orchestra, dem New York Philharmonic Orchestra, dem Pittsburgh Symphony Orchestra und anderen Orchestern spielte er zahlreiche Aufnahmen ein.
Er lehrte an der Roosevelt University in Chicago und war ab 2010 Professor für Horn an der Jacobs School of Music der Indiana University Bloomington. Clevenger war drei Mal verheiratet. In zweiter Ehe war von 1987 bis zu deren Tod die Hornistin Alice Clevenger (geborene Render, 1961–2011) seine Frau. Aus dieser Ehe gingen zwei Söhne hervor, insgesamt war er vierfacher Vater. Clevenger starb am 5. Januar im italienischen Brescia im Alter von 81 Jahren an den Folgen einer Erkrankung an Morbus Waldenström.

## Auszeichnungen
- Sieger des Chicago Brass Ensemble's Grammy Award mit einer Aufnahme der Canzoni for Brass Choir von Giovanni Gabrieli
- Grammy (1995) für Beethoven / Mozart: Quintette (Chicago-Berlin) mit Daniel Barenboim, Larry Combs, Daniele Damiano, Hansjörg Schellenberger und den Berliner Philharmonikern.